# IC 4377
IC 4377 је лентикуларна галаксија у сазвјежђу Рајска птица која се налази на листи објеката дубоког неба у Индекс каталогу.
Деклинација објекта је - 75° 38' 47" а ректасцензија 14h 16m 58,6s. Привидна величина (магнитуда) објекта IC 4377 износи 12,7 а фотографска магнитуда 13,6. IC 4377 је још познат и под ознакама ESO 41-4, PGC 51013.